# ASL Airlines Belgium
ASL Airlines Belgium, tidigare: TNT Airways, är ett belgiskt fraktflygbolag som trafikerar charterflygningar främst till europeiska destinationer. Flygbolaget har sin bas och huvudkontor på Lièges flygplats som ligger i östra Belgien. Flygbolaget var tidigare ett dotterbolag till TNT Express, men såldes till ASL Airlines Ireland 2016.